# Marc Koch (Leichtathlet)
Marc Koch (* 24. Mai 1994 in Berlin) ist ein deutscher Leichtathlet, der sich auf Langsprints spezialisiert hat. Er läuft auch Staffeln.

## Berufsweg
2014 war vom Abitur geprägt. Im Wintersemester 2014/15 studierte er Wirtschaftsingenieurwesen an der TU Berlin und später an der
Beuth Hochschule auf Bachelor.

## Sportliche Laufbahn
2013 hatte Koch sein bis dahin bestes Jahr, als er über 400 Meter deutscher Jugendmeister sowohl bei den Hallenmeisterschaften als auch bei den Jugendmeisterschaften im Freien wurde und bei den U20-Europameisterschaften in Rieti Rang fünf mit der 4-mal-400-Meter-Staffel belegte.
2015 konnte sich Koch mit der 4-mal-400-Meter-Staffel den Titel als Deutscher U23-Meister sichern und kam über die 400 Meter auf den 3. Platz. Diesen belegte er auch mit der 4-mal-400-Meter-Staffel bei den U23-Europameisterschaften in Tallinn, mit der er bei den Deutschen Meisterschaften auf den 5. Platz lief. Während eines mehrmonatigen Auslandsaufenthaltes zur Verbesserung seiner Englischkenntnisse, wurde er sportlich vom britischen Trainer Tony Hadley zur Steigerung der Schnelligkeit unterstützt.
2016 wurde Koch bei seinem ersten Finalrennen in der Erwachsenenklasse Deutscher Hallenvizemeister über 400 Meter und erreicht bei den Deutschen Meisterschaften über diese Strecke den 6. Platz. Der Deutsche Leichtathletik-Verband (DLV) nominierte ihn für die 4-mal-400-Meter-Staffel bei den Europameisterschaften in Amsterdam, die den 8. Platz erreichte.
2017 wurde Koch in Leipzig über 400 Meter mit persönlicher Bestzeit Deutscher Hallenmeister in 46,40 s und qualifizierte sich für die Halleneuropameisterschaften in Belgrad.
Koch gehört zum B-Kader des Deutschen Leichtathletik-Verbandes (DLV).
Marc Koch startet für die LG Nord Berlin und war davor bei den Reinickendorfer Füchsen.

## Ehrungen
- 2013: Auszeichnung der TU Berlin für die U20-Meisterschaft über 400 m[5]
- 2015: Auszeichnung der TU Berlin für den 5. Platz mit der 4-mal-400-Meter-Staffel bei den Deutschen Meisterschaften[6]

## Bestleistungen
(Stand: 18. Februar 2019)

Halle
- 60 m: 7,04 s (Potsdam 13. Januar 2018)
- 200 m: 21,91 s (Berlin, 25. Januar 2015)
- 400 m: 46,40 s (Leipzig, 19. Februar 2017)

Freiluft
- 100 m: 10,89 s −0,3 (Weinheim, 29. Mai 2016)
- 200 m: 22,17 s +0,2 (Weinheim, 29. Mai 2016)
- 400 m: 46,18 s (Erfurt, 9. Juli 2017)

## Erfolge
national
- 2010: 7. Platz Deutsche U18-Meisterschaften (4 × 100 m)
- 2011: 6. Platz Deutsche U18-Meisterschaften (400 m)
- 2012: 3. Platz Deutsche U20-Hallenmeisterschaften (400 m)
- 2012: 4. Platz Deutsche U20-Hallenmeisterschaften (4 × 200 m)
- 2012: 3. Platz Deutsche U20-Meisterschaften (400 m)
- 2013: Deutscher U20-Hallenmeister (400 m)
- 2013: Deutscher U20-Meister (400 m)
- 2014: 6. Platz Deutsche U23-Meisterschaften (4 × 400 m)
- 2014: 8. Platz Deutsche U23-Meisterschaften (400 m)
- 2015: Deutscher U23-Meister (4 × 400 m)
- 2015: 3. Platz Deutsche U23-Meisterschaften (400 m)
- 2015: 5. Platz Deutsche Meisterschaften (4 × 400 m)
- 2016: Deutscher Hallenvizemeister (400 m)
- 2016: 6. Platz Deutsche Meisterschaften (400 m)
- 2017: Deutscher Hallenmeister (400 m)
- 2019: 3. Platz Deutsche Hallenmeisterschaften (400 m)

international
- 2013: 5. Platz U20-Europameisterschaften (4 × 400 m)
- 2015: 3. Platz U23-Europameisterschaften (4 × 400 m)
- 2016: 8. Platz Europameisterschaften (4 × 400 m)